# Syzeton undatus
Syzeton undatus là một loài bọ cánh cứng trong họ Aderidae. Loài này được Gemminger miêu tả khoa học năm 1870.